# Ai Sugiyama
Ai Sugiyama (杉山愛, Sugiyama Ai Yokohama, 5 de Julho de 1975) é uma ex-tenista profissional japonesa. Alcançou o N. 8 da WTA em simples, e em duplas foi a N. 1 do mundo, com três Grand Slam conquistados na modalidade.

## Grand Slam finais

### Duplas: 10 finais (3 títulos, 7 vices)
| Posição | Ano  | Campeonato          | Piso   | Parceira             | Oponentes                           | Placar        |
| Vice    | 2000 | Wimbledon           | Grama  | Julie Halard-Decugis | Serena Williams Venus Williams      | 6–3, 6–2      |
| Campeã  | 2000 | US Open             | Duro   | Julie Halard-Decugis | Cara Black Elena Likhovtseva        | 6–0, 1–6, 6–1 |
| Vice    | 2001 | Wimbledon (2)       | Grama  | Kim Clijsters        | Lisa Raymond Rennae Stubbs          | 6–4, 6–3      |
| Campeã  | 2003 | Roland Garros       | Saibro | Kim Clijsters        | Virginia Ruano Pascual Paola Suárez | 6–7, 6–2, 9–7 |
| Campeã  | 2003 | Wimbledon           | Grama  | Kim Clijsters        | Virginia Ruano Pascual Paola Suárez | 6–4 6–4       |
| Vice    | 2004 | Wimbledon (3)       | Grama  | Liezel Huber         | Cara Black Rennae Stubbs            | 6–3, 7–6      |
| Vice    | 2006 | Roland Garros       | Saibro | Daniela Hantuchová   | Lisa Raymond Samantha Stosur        | 6–3, 6–2      |
| Campeã  | 2007 | Roland Garros (2)   | Saibro | Katarina Srebotnik   | Alicia Molik Mara Santangelo        | 7–6, 6–4      |
| Vice    | 2007 | Wimbledon (4)       | Grama  | Katarina Srebotnik   | Cara Black Liezel Huber             | 3–6, 6–3, 6–2 |
| Vice    | 2009 | Aberto da Austrália | Duro   | Daniela Hantuchová   | Serena Williams Venus Williams      | 6–3, 6–3      |

### Duplas Mistas
| Posição | Ano  | Campeonato | Piso | Parceiro        | Oponentes                  | Placar   |
| Campeã  | 1999 | US Open    | Duro | Mahesh Bhupathi | Kimberly Po Donald Johnson | 6–4, 6–4 |

## Jogos Olímpicos

### Duplas: 1 Decisão do bronze
| Posição  | Ano  | Campeonato | Piso | Parceira       | Oponentes                      | Placar   |
| -------- | ---- | ---------- | ---- | -------------- | ------------------------------ | -------- |
| 4° Lugar | 2004 | Atenas     | Duro | Shinobu Asagoe | Paola Suárez Patricia Tarabini | 3–6, 3–6 |

## WTA Finals

### Duplas
| Posição | Ano  | Campeonato  | Piso     | Parceira           | Oponentes                           | Placar           |
| Vice    | 2003 | Los Angeles | Duro (i) | Kim Clijsters      | Virginia Ruano Pascual Paola Suárez | 6–4, 3–6, 6–3    |
| Vice    | 2007 | Madrid      | Duro (i) | Katarina Srebotnik | Cara Black Liezel Huber             | 5–7, 6–3, [10–8] |